# 西亞·李畢福
西亞·賽德·李畢福（法語：Shia Saide LaBeouf，发音为/ˈʃaɪə ləˈbʌf/ "SHY-uh luh-BUFF"，1986年6月11日—），是一名美國男演員、行為藝術家與製片人。

## 個人生平

### 家庭
西亞·李畢福出生於加利福尼亞州洛杉磯，母親莎伊娜（Shayna）曾是芭蕾舞者，現任為視覺藝術與服裝設計師。父親傑佛瑞·克萊格·李畢福（Jeffrey Craig LaBeouf）是越戰退役軍人，工作就業沒有固定，曾作過馬戲團默劇演員與馬術師。西亞·李畢福的母親是猶太人。西亞·李畢福的父親有法國血統。西亞·李畢福名字Shia在希伯來語本意為“上天賜予的禮物”（gift from God），而姓LaBeouf是法語“le boeuf”的變體，代表著“公牛”的意思。西亞·李畢福表示他來自五代都是表演者的家庭，且未出生就註定是個演員，為他命名的外公本身就是在卡茲奇山波希特帶（Borscht Belt）工作的喜劇演員，而祖母是名詩人。西亞·李畢福认同他自己的犹太人身份。
西亞·李畢福有對「嬉皮」父母，形容父親「釘子般的頑強且流著多種血液的男子」，過著類似「嘻皮風格」的生活方式，李畢福曾說雙親是「相當奇異的份子，但他們愛我我也愛他們。」西亞·李畢福十歲時，父親曾種植大麻，且有吸食大麻的劣習，父親在他孩童時期沉迷於毒品中，海洛因上癮而被關至勒戒所戒毒，而母親則扛起家擔。父母最後離婚分居，他表示他與母親過著貧窮生活，但在洛杉磯仍擁有一個「好的童年」。

### 教育
西亞·李畢福最初就讀於一間拉丁美洲與非裔美國人著稱的學校，接著轉至洛杉磯32街視覺與表演藝術磁性學校（Magnet school，LAUSD）與亞歷山大·漢密爾頓中學就讀，不過他所接受的大部分的教育，都是來自家庭教師。高中畢業後，西亞·李畢福被耶魯大學录取却决定拒绝，而後他表示，尽管他仍是想要上大學的，但他接受到的教育是学校里学不到的。

## 演藝生涯

### 2000－2003：迪士尼萌芽
西亞·李畢福表示他最初成為一個演員，是因為家中面臨破產，而不是因為他想追求一個演員事業生涯。在迪士尼頻道的每週節目《活寶家族》（Even Stevens），與經紀人簽約角色演出三個月後，成為年輕觀眾群族眾所皆知的演員。西亞·李畢福同時也在迪士尼頻道原創電影《崔蒂的真實告白》（Tru Confessions）出演，電影中扮演著心智障礙的雙胞胎弟弟，而主角姊姊為他製作紀錄片拍攝他的生活。西亞·李畢福在《活寶家族》中演出的路易斯角色獲得艾美獎（Daytime Emmy Award），並表示他在“演藝生涯逐漸成長”，就算有著“遺失”的童年，不過成為演員是所有發生在他身上“最好的事情”。在這段期間內，西亞·李畢福也出現在《The Tonight Show with Jay Leno》節目中。在2003年，他在另一部華特迪士尼公司製作電影《別有洞天》（Holes），飾演史坦利“caveman”，與雪歌妮·薇佛，強·沃特及提姆·布萊克·尼爾森一同演出。拍攝時強·沃特送給李畢福關於演員的書籍，讓他了解演戲並不單單只是份工作，而電影也獲得普遍的票房成功。史蒂芬·史匹柏喜愛李畢福在《別有洞天》當中的演出，他說亮眼表現讓他想起年輕的湯姆·漢克。

### 2004－2006：演藝突破

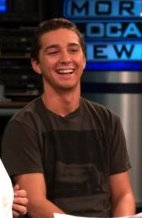
西亞2006年宣傳電影《驚爆時刻》（Bobby）.

同年，西亞·李畢福在HBO紀錄片節目《綠光計畫》（Project Greenlight）大量曝光，其中紀錄獨立電影《放手一搏》（The Battle of Shaker Heights）的製作過程。此外他也在《霹靂嬌娃2：全速進攻》（Charlie's Angels: Full Throttle）飾演麥克斯（Max Petroni），嬌娃們最終要保護的一名孤兒。在幕後西亞·李畢福也共同編劇與執導一部短片《Let's Love Hate》，贏得2004年的兒童評審獎（Children's Jury Award）和2005年的兒童觀眾獎（Children's Audience Award）。他在《機械公敵》與2005年電影《康斯坦汀：驅魔神探》中都有出演小型配角，且在迪士尼電影《果嶺奇蹟》飾演主角Francis Ouimet，一名真實人物高爾夫球員來自勞工家庭，贏得1913年美國高爾夫公開賽冠軍。在2006年，西亞·李畢福的合作主演的電影《驚爆時刻》，片中要求他拍攝他初次赤裸場景，當他全身脫光彷彿歷經一場迷幻旅程。他在另一部電影《聖路》飾演年輕時的狄托（Dito Montiel），在片中狄托成人角色是由小勞勃·道尼演出，本片為出生於1980年代紐約皇后區的導演，自己的半自傳小說改編電影。西亞·李畢福曾說他不是“所有美國迪士尼的典型角色”，為了盡可能多破除說法，而選擇一些其他的電影角色，且在演出迪士尼角色之後他的“年齡公開”，曾明確說明迪士尼是個“大而好”和適合“培育”的環境，但“作為一個演員演出一系列的相同角色，所得取的演技經驗是不高的”，他也說過他享受作為一個童星且不喜愛上學。

### 2007－现在：邁向好萊塢
在2007年，西亞·李畢福演出驚悚片《恐怖社區》，飾演被軟禁在家的青少年，偷窺鄰意外發現連環殺手，殺人犯由大衛·摩斯飾演。電影熱賣且李畢福角色得到正面評價，水牛城新聞（Buffalo News）提到李畢福“已經成長為一個有吸引力且閃耀的年輕演員，能夠同時施展角色的憤怒、自責和智慧集具一身”，MTV的電影評論家Kurt Loder寫到李畢福“已經扎實地取得當紅明星票券”，舊金山紀事報（San Francisco Chronicle）指出李畢福是“好萊塢最快成為的最佳年輕演員”。與原版電影《後窗》相較比下，紐約時報（New York Daily News）也稱讚李畢福的演出“比約翰·庫薩克還要詹姆斯·史都華”。同樣在2007年，李畢福在動畫片《衝浪季節》（Surf's Up）裡的麥酷弟（Cody Maverick）配音，且在麥可·貝暑期商業片《變形金剛》中飾演年輕主角山姆·魏瓦奇，意外地捲入外星體博派與狂派的爭奪火種源的戰爭之中。李畢福說他是變形金剛電視系列，與《變形金剛電影版》的影迷。電影的執行製片史蒂芬·史匹柏因對於他在《別有洞天》中的演出印象深刻，而挑選他作為電影的主角。而由於《恐怖社區》對於角色性質駕馭的突破，可說是西亞·李畢福在2007年電影中最為重要關鍵的一部。
西亞·李畢福曾於2007年4月14日和2008年5月10日主持過《週末夜現場》。他由國家影院業主協會提名為2007年的“明日之星”，並在2008年2月他獲得英國電影學院獎的新星獎（Rising Star Award），是由英國普羅大眾投票選出。《變形金剛》令人印象深刻的演出，2007年4月史蒂芬·史匹柏徵選西亞·李畢福出演《印地安納瓊斯：水晶骷髏王國》，於同年6月開始拍攝，在2008年5月22日全球同步上映。西亞·李畢福表示，隨後他將想要回歸電影規模較小的角色，他的下一部電影《鷹眼》，是合作拍攝《恐怖社區》的驚悚片導演D.J.卡羅素（D. J. Caruso），已於2008年10月上映。西亞·李畢福簽下變形金剛續集的合約，續集《變形金剛：復仇之戰》更是創下2009年票房紀錄。
西亞·李畢福與奧利華·史東（Oliver Stone）合作，拍攝80年代經典電影《華爾街》續集《華爾街：金錢萬歲》，飾演一名年輕的華爾街商務人士，與麥可·道格拉斯同台演出。故事發生在首集的二十年後，主角傑克出獄後成為成功的金融專家，提攜李畢福作為金融人才。

## 爭議事件

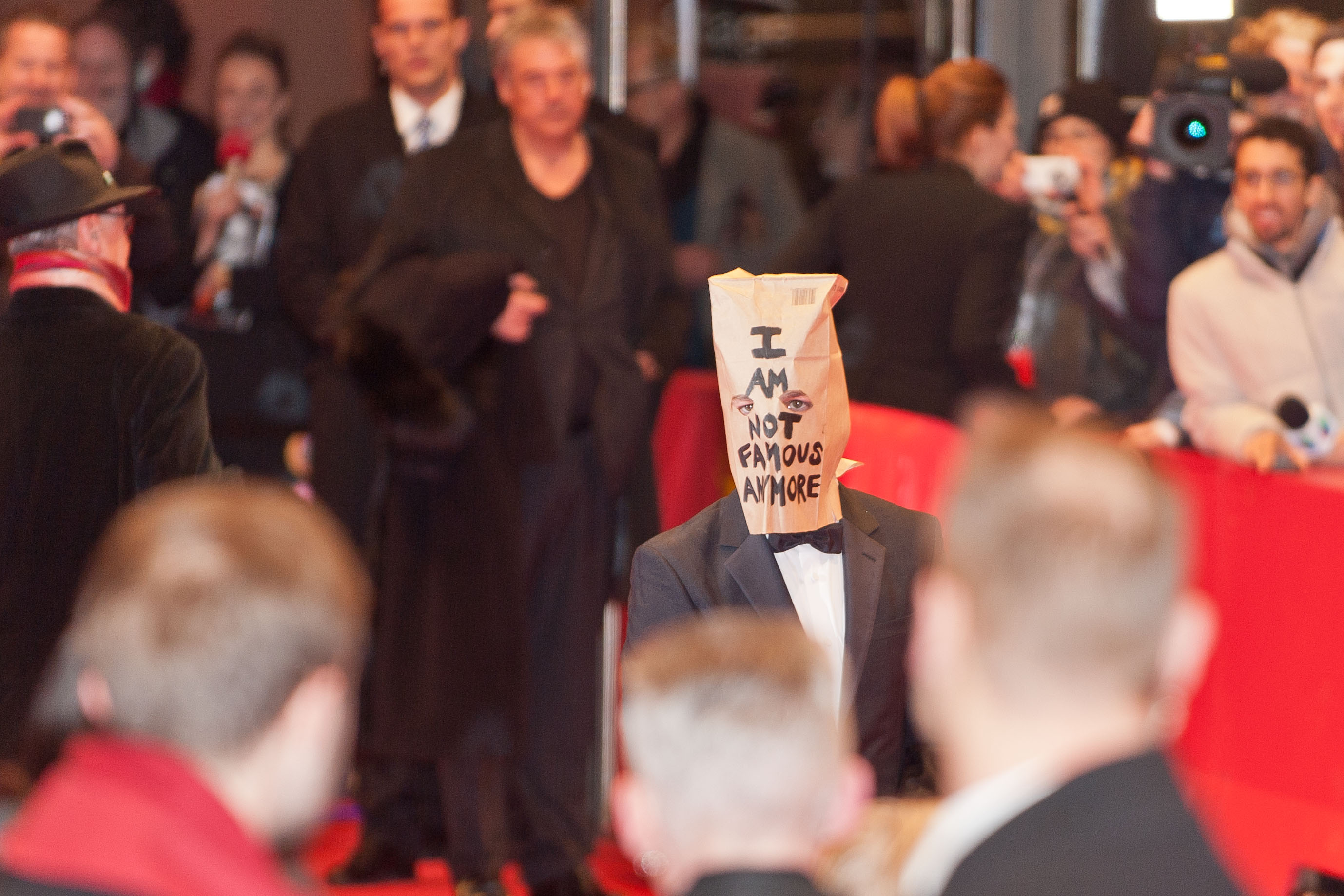
李畢福套著牛皮紙袋出席2014年柏林影展

- 失控事件：2005年2月，李畢福被洛杉磯警方逮捕。目擊者表示李畢福當時失控，認為鄰居擋住了他的去路，開始不停按喇叭並叫喊，其後發動引擎衝撞對方車子並持刀威脅鄰居。最後，警方趕到現場並將他戴上手銬帶回警局[10]。

- 疑似酒駕：2008年7月27日，李畢福在洛杉磯疑因酒駕而發生車禍，造成一輛卡車翻覆，車上的伊莎貝爾·盧卡斯與李畢福本人皆受傷。現場員警聞到李畢福身上的酒氣，但李畢福拒絕酒精檢測，最後被吊銷駕照一年，左手因重傷變形而接受外科整型手術[11]。

- 衝突事件：2011年2月5日凌晨，李畢福在洛杉磯一家小酒館與人發生鬥毆，雙方被洛杉磯警局戴上手銬，偵訊後飭回[12]。

- 抄襲事件：李畢福首執導演筒拍攝短片《HowardCantour.com》，內容卻被控抄襲漫畫家丹尼爾·克勞伊（Daniel Clawe）的作品，李畢福解釋是因為吃藥會「忘了做過什麼事」。接著為了表達歉意，李畢福在推特上向丹尼爾道歉，還請飛機在天空上噴字：「對不起丹尼爾·克勞伊。」[13]

- 引退事件：李畢福在推特上說要退出演藝圈，並在天空噴字寫下「停止創作（stop creating）」，向大眾表明自己的心意已決，但事後改口表示：「我的推特是後現代行動藝術。」[14]引發輿論的議論。

- 紅毯事件：李畢福出席2014年柏林影展的電影記者會時，回答關於裸戲問題後，引用了法國著名足球員埃里克·坎通納那讓人摸不著頭腦的話：「海鷗跟隨漁船，是因為牠們認為漁夫會丟沙丁魚下海，非常感謝。」（When the seagulls follow the trawler, it's because they think sardines will be thrown into the sea. Thank you very much）即離開會場。到了當晚的紅毯，頭又套著上面寫著"我不再知名了"（I am not famous anymore）的牛皮紙袋走完全程[15]，事後此事被揭發為「李畢福、倫科和特納（英语：LaBeouf, Rönkkö & Turner）」的行為藝術企劃「#IAMSORRY」的一部分[16]。

- 騷擾事件：2014年6月26日，李畢福觀賞百老匯劇碼《Cabaret》時大吼大叫行為失控，疑因大麻藥效發作打人，持續失態，被紐約警方帶上手銬逮捕[17][18]。

## 影視作品列表

### 電影
| 年份 | 譯名標題                       | 原名標題                                           | 角色                            | 備註            |
| ---- | ------------------------------ | -------------------------------------------------- | ------------------------------- | --------------- |
| 1998 | 不適用                         | The Christmas Path                                 | Cal                             |                 |
| 1998 | 不適用                         | Monkey Business                                    | Wyatt                           |                 |
| 2001 | 《惹狗上身》                   | Hounded                                            | Ronny Van Dusen                 | 迪士尼原創電影  |
| 2002 | 《崔蒂的真實告白》             | Tru Confessions                                    | Eddie Walker                    | 迪士尼原創電影  |
| 2003 | 《活寶家族渡假記》             | The Even Stevens Movie                             | Louis Stevens                   | 迪士尼原創電影  |
| 2003 | 《放手一搏》                   | The Battle of Shaker Heights                       | Kelly Ernswiler                 |                 |
| 2003 | 《霹靂嬌娃2：全速進攻》        | Charlie's Angels: Full Throttle                    | Max Petroni                     |                 |
| 2003 | 《兩個頭一個大》               | Dumb and Dumberer: When Harry Met Lloyd            | Lewis                           |                 |
| 2003 | 《別有洞天》                   | Holes                                              | Stanley "Caveman" Yelnats IV    |                 |
| 2004 | 《機械公敵》                   | I, Robot                                           | Farber                          |                 |
| 2005 | 《果嶺奇蹟》                   | The Greatest Game Ever Played                      | 弗朗西斯·奎梅特                 |                 |
| 2005 | 《風之谷》                     | 風の谷のナウシカ                                   | 阿斯貝魯 Asbel                  | 英版配音        |
| 2005 | 《康斯坦汀：驅魔神探》         | Constantine                                        | Chas Chandler                   |                 |
| 2006 | 《驚爆時刻》                   | Bobby                                              | Cooper                          |                 |
| 2006 | 《聖路》                       | A Guide to Recognizing Your Saints                 | 年輕時狄托 Young Dito           |                 |
| 2007 | 《恐怖社區》                   | Disturbia                                          | 凱爾 Kale Brecht                |                 |
| 2007 | 《衝浪季節》                   | Surf's Up                                          | 麥酷弟 Cody Maverick            | 配音            |
| 2007 | 《變形金剛》                   | Transformers                                       | 山姆·魏瓦奇                     |                 |
| 2008 | 《印地安納瓊斯：水晶骷髏王國》 | Indiana Jones and the Kingdom of the Crystal Skull | Henry "Mutt Williams" Jones III |                 |
| 2008 | 《鷹眼》                       | Eagle Eye                                          | Jerry Shaw                      |                 |
| 2009 | 《紐約我愛你》                 | New York, I Love You                               | Jacob                           |                 |
| 2009 | 《變形金剛：復仇之戰》         | Transformers: Revenge of the Fallen                | 山姆·魏瓦奇                     |                 |
| 2010 | 《華爾街：金錢萬歲》           | Wall Street: Money Never Sleeps                    | 傑克 Jake Moore                 |                 |
| 2011 | 《變形金剛3》                  | Transformers: Dark of the Moon                     | 山姆·魏瓦奇                     |                 |
| 2011 | 《殺人狂魔2011》               | Maniac                                             | 導演                            | 短片 導演       |
| 2011 | 《天生惡棍》                   | Born Villain                                       | 不適用                          | 短片 導演和編劇 |
| 2012 | 《无法无天》                   | Lawless                                            | Jack Bondurant                  |                 |
| 2012 | 《影評人霍華德》               | Howard Cantour.com                                 | 不適用                          | 短片 導演       |
| 2012 | 《捍衛真相》                   | The Company You Keep                               | Ben Shepard                     |                 |
| 2013 | 《查理必死》                   | Charlie Countryman                                 | 查理 Charlie Countryman         |                 |
| 2013 | 《性爱成瘾的女人》             | Nymphomaniac                                       | Jerôme Morris                   |                 |
| 2014 | 《狂怒》                       | Fury                                               | 博德·「比波」·史旺 Boyd Swan    |                 |
| 2015 | 《友军倒下》                   | Man Down                                           | Gabriel Drummer                 |                 |
| 2016 | 《美國甜心》                   | American Honey                                     | Jake                            |                 |
| 2017 | 《博格對戰麥肯羅》             | Borg vs McEnroe                                    | 約翰·麥肯羅                     |                 |
| 2019 | 《我的寶貝男孩》               | Honey Boy                                          | James Lort                      | 兼編劇          |
| 2019 | 《迷途花生醬》                 | The Peanut Butter Falcon                           | Tyler                           |                 |
| 2020 | 《收稅人》                     | The Tax Collector                                  | Creeper                         |                 |
| 2020 | 《女人的碎片》                 | Pieces of a Woman                                  | Sean Carson                     |                 |

### 電視節目
| 年份          | 影集               | 角色               | 註                                       |
| ------------- | ------------------ | ------------------ | ---------------------------------------- |
| 1999年        | X檔案              | Richie Lupone      | 單集客串（"The Goldberg Variation"）     |
| 2000年        | 怪胎們             | Herbert the mascot | 單集客串（"We've Got Spirit"）           |
| 2000年-2003年 | 活寶家族           | Louis Stevens      |                                          |
| 2000年        | 急診室的春天       | Darnel Smith       | 單集客串 ("Abby Road")                   |
| 2001年        | The Nightmare Room | Dylan Pierce       | 單集客串（"Scareful What You Wish For"） |

### 歌曲
| 年份   | 歌名          | 角色 | 註 |
| ------ | ------------- | ---- | -- |
| 2015年 | Elastic Heart | 舞者 |    |

## 外部連結
- 西亞·李畢福的X（前Twitter）
- 西亞·李畢福在互联网电影资料库（IMDb）上的資料（英文）
- 西亞·李畢福在Box Office Mojo上的資料（英文）
- 在AllMovie上西亞·李畢福的頁面（英文）
- 西亞·李畢福訪談at ThinkTalk